# Плавна (Малопольське воєводство)
Плавна (пол. Pławna) — село в Польщі, у гміні Ценжковиці Тарновського повіту Малопольського воєводства.
Населення — 522 особи (2011).
У 1975-1998 роках село належало до Тарновського воєводства.

## Демографія
Демографічна структура станом на 31 березня 2011 року:
|          | Загалом | Допрацездатний вік | Працездатний вік | Постпрацездатний вік |
| -------- | ------- | ------------------ | ---------------- | -------------------- |
| Чоловіки | 274     | 66                 | 176              | 32                   |
| Жінки    | 248     | 59                 | 131              | 58                   |
| Разом    | 522     | 125                | 307              | 90                   |